# Estación Oakland Coliseum
Estación Oakland Coliseum (Coliseum/Oakland Airport (OAK) para el BART) es un complejo de dos estaciones en las líneas Dublin/Pleasanton–Daly City, Fremont–Daly City y Richmond–Fremont del BART que es administrada por la Distrito de Transporte Rápido del Área de la Bahía y en la línea Capital Corridor en Amtrak. La estación se encuentra localizada en 700 73rd Avenue para Amtrak, y en 7200 San Leandro Street para el BART en San Leandro, California. La estación Estación Oakland Coliseum fue inaugurada el 11 de septiembre de 1972. Ambas estaciones están conectadas por un puente peatonal.

## Descripción
La estación Estación Oakland Coliseum cuenta con 2 plataformas laterales para Amtrak y BART y 3 vías 2 vías respectivamente.La estación también cuenta con 1,013 de espacios de aparcamiento y 35 exclusivamente para Amtrak.

## Conexiones
La estación es abastecida por las siguientes conexiones de autobuses: 
- Rutas del AirBART al Aeropuerto de Oakland de la Bahía de San Francisco
AC Transit: Rutas 45, 46*, 73, 98 (local); 805 (All Nighter)
* - La ruta opera los días de semana solamente
Paso peatonal para la Estación Amtrak, O.co Coliseum y Oracle Arena